# 빌 랭
윌리엄 알렉산더 랭(영어: William Alexander Lange, /ˈlæŋ/, 1871년 6월 6일~1950년 7월 23일)은 "리틀 에바"(영어: Little Eva)라는 별명으로 알려진 미국의 프로 야구 선수이다. 1893년부터 1899년까지 7시즌 동안 메이저 리그 베이스볼(MLB)의 시카고 콜츠와 오펀스에서 중견수로 뛰었다. 메이저 리그에서 뛰면서 도루 부문에서 한 차례 내셔널 리그(NL) 1위에 올랐으며, 홈런, 타율 등의 다른 공격 부문에서도 여러 차례 상위권에 들었다.
랭은 자신의 체격에 비해 뛰어난 스피드와 힘을 겸비한 선수로 유명했는데, 185 cm (6 피트 1 인치), 86 kg (190 파운드)의 체격은 당시로서는 큰 편이었다. 하지만 선수 경력의 전성기에 결혼을 하면서 선수로서 은퇴를 선택했는데, 그 이유는 장인이 자신의 딸과 야구 선수가 결혼하는 것을 원치 않았기 때문이다. 랭은 부부 생활이 짧았음에도 불구하고 선수로서 복귀해달라는 모든 제안을 거절했다.
야구계를 떠난 후 랭은 성공적인 사업가로 자리잡았다. 부동산과 보험업계에서의 성공 이외에도 메이저 리그의 야구 세계화 노력을 위한 역할에도 힘썼는데, 당대 야구 고위 인사들로부터 여러 유럽 나라에 리그를 조직하여 궁극적으로는 미국의 팀들과 경쟁할 수 있도록 하는 일을 돕도록 요청받았다. 또한 유럽에서 미처 발견되지 않은 재능 있는 선수들을 스카우트하는 역할도 맡았다.

## 어린 시절
랭은 미국 캘리포니아주 샌프란시스코 프레시디오 지구 태생으로, 문법학교를 다니던 당시 가출하여 워싱턴주 포트타운센드에서 자신의 형과 함께 살았다. 이후 1890년대 초에 이주하여 마이너 리그 베이스볼 팀인 노스웨스턴 리그의 시애틀 레즈 소속으로 경기를 뛰었다. 노스웨스턴 리그가 문을 닫자, 랭은 베어 에어리어로 돌아와 캘리포니아 리그의 오클랜드 커늘스에서 뛰었다. 그렇게 커늘스에서 한 시즌을 뛴 후에 내셔널 리그의 시카고 콜츠와 계약을 맺었다.

## 메이저 리그 경력
1893년 4월 27일, 랭은 시카고 콜츠 소속으로 메이저 리그에 데뷔했으며, 그해 성공적인 시즌을 보냈다. 92득점, 8홈런, 88타점을 기록한 것을 비롯해 47도루로 NL 7위에 올랐다. 타율은 .281를 기록했는데, 랭이 메이저 리그에서 기록한 시즌 타율 중 유일하게 3할 미만의 기록이었다. 이해 수비는 2루수와 우익수, 중견수를 보았으며, 이듬해가 되어서 비로소 전업 중견수로 나서기 시작했다. 1894년에는 타율을 .328로 끌어올리는 동시에 65도루로 이 부문 NL 5위에 오르며 성공적인 활약을 이어갔다.
1895년에는 타격 여러 부문에서 리그 상위권에 올랐다. .389의 시즌 타율을 기록하며 NL 5위에 올랐는데, 이는 오늘날에도 시카고 컵스 타자 역사상 단일 시즌 최고 타율로 기록되고 있다. 이외에도 67도루로 NL 2위, 10홈런과 출루율 .456으로 각 부문 NL 5위에 올랐으며, 3루타 16개, 120득점, 98타점을 기록했다.
1896년에는 시즌 중 인상적인 기록을 여럿 남겼다. 7월 4일 경기에서 루이빌 커늘스를 상대로 5개의 도루를 성공시켰는데, 조지 고어와 빌리 해밀턴의 한 경기 최다 7도루보다 2개 모자란 기록이었다. 8월 31일 경기에서는 우연찮게 자신이 실제로 하지 않은 일화의 주인공이 되기도 했다. 해당 경기는 10이닝까지 무득점으로 이어졌고, 중견수였던 랭은 10회 말에 다이빙 캐치를 보여주며 경기를 무득점으로 끌고 갔다. 같은 이닝에서 시카고의 1루수 조지 데커는 3루수 배리 맥코믹의 송구를 처리하려고 했으나, 공이 튀며 손목 부상을 당했다.그러자 팀 동료들이 데커를 경기가 열리고 있던 야구 경기장 인근 병원으로 빨리 데려가기 위해 나무로 되어 있는 외야 펜스 일부를 부쉈다. 하지만 랭의 다이빙 캐치와 펜스를 부순 사건이 서로 뒤섞이며, 랭이 곡예와 같은 캐치를 보여주며 펜스를 뚫고 지나갔다는 전설과 같은 이야기가 퍼졌다. 랭은 이해 타율 .326을 기록했고, 84도루로 NL 2위, 16개 3루타로 NL 8위에 올랐다.
1897년에도 준수한 활약을 이어가며 타율 .340, 119득점을 올렸으며, 73도루로 처음이자 마지막으로 도루 부문 NL 1위를 차지했다. 이후 1898년에는 79득점, 1899년에는 81득점으로 성적이 약간 하락했으나, 타율은 같은 기간 각각 .319와 .325를 기록했다.
랭은 인기 있는 선수였지만 두 차례 경기 중 퇴장으로 선수 경력에 오점을 남기기도 했다. 그중 첫 번째는 1897년 5월 23일로, 워싱턴 세너터스 (1891년) 2루수 존 오브라이언과 경기장 안에서 싸움을 벌였다.  두 번째는 1899년 9월 16일 브루클린 수퍼바스전으로, 브루클린이 2점 앞선 상황에서 하늘이 어두워져 에드 스와트우드 심판이 콜드게임을 선언하자 랭을 비롯한 시카고 선수들이 심판을 둘러싸고 폭행했다. 특히 랭은 심판의 귀를 잡아당겼다.

## 은퇴
랭은 1899년 10월 15일 경기를 마지막으로 프로 생활을 마무리했고, 시즌 후 은퇴하겠다는 결심을 그보다 며칠 전에 밝혔다. 이날 경기에서 소속팀 시카고는 더블헤더를 치렀는데, 세인트루이스 퍼펙토스와의 첫 경기에서 7–0으로 승리했으며, 루이빌 커늘스와의 두 번째 경기에서는 경기장이 어두워져 경기 시간이 단축된 경기에서 패배했다.
랭은 자신의 프로 경력 전성기를 달리고 있을 때인 28세의 나이로 은퇴를 선택했는데, 랭이 결혼하고자 하는 여성의 아버지가 야구 선수와 결혼하는 것을 반대했기 때문이다. 19세기 당시 대중의 시선으로 야구 선수라는 직업은 인기는 있지만 때로는 하층 계급으로 여겨졌다. 랭의 아내는 랭과 마찬가지로 샌프란시스코 출신이었고, 아내의 가족은 부유한 집안이었다. 또한 랭은 부동산과 보험업계로 진출할 전망이 있어 야구 선수일 때보다 더 많은 돈을 벌 수 있을 거라는 기대가 있었다. 하지만 결혼 생활이 얼마 지나지 않아 이혼으로 마무리되었고 시카고가 당시 리그에서 가장 많은 3,500달러의 급여를 제안하기도 했지만, 랭은 메이저 리그로 복귀해달라는 모든 제안을 거절했다. 불과 7시즌밖에 소화하지 않았지만, 랭은 1890년대 10년간의 기간 동안 시카고 선수들 중 타율, 출루율, 장타율, 도루 부문에서 팀 내 1위에 이름을 올렸다.
랭의 통산 기록은 813경기 출전, 3202타수 1056안타로 타율 .330, 691득점, 39홈런, 579타점, 400도루, 350볼넷이다. 통산 수비율은 .932이다.

## 이후의 삶
랭은 야구계에서 은퇴한 이후 고향인 샌프란시스코에서 부동산과 보험업에서 성공을 거두었다. 또한 여러 자료에 따르면 랭은 1897년 오프 시즌 기간에 캘리포니아주 프레즈노 지역 팀에서 후일 시카고 컵스의 1루수, 감독이자 미국 야구 명예의 전당에 입성하게 되는 프랭크 챈스를 발굴한 사람으로도 알려져 있다. 랭은 짐 하트 구단주에게 챈스를 추천했지만, 하트 구단주는 이러한 사실을 부인하며 1897년 가을에 샌프란시스코의 한 야구팀 구단주였던 헨리 해리스가 챈스를 추천했다고 이야기했다.
1907년에 마이너 리그 중 하나였던 캘리포니아 스테이트 리그는 '불법' 리그로 규정되었는데, 메이저 리그에서 보류 조항을 위반한 선수들을 리그로 끌어들이면서 선수들을 은폐하고 있다는 비판에 직면했기 때문이다. 캘리포니아 스테이트 리그는 퍼시픽 코스트 리그(PCL)의 라이벌 리그이기도 했는데, PCL의 경우에도 한때 불법 리그로 규정된 적이 있었으나 이후 메이저 리그에서 블랙리스트에 오르거나 리그 참여가 금지된 선수들을 은폐하지 않겠다는 데 동의했다. 국가 야구 위원회에서는 이 상황을 해결하기 위한 최선의 방법은 불법 리그를 해체시키는 것이라고 판단했으며, 이를 위해 스테이트 리그에서 뛰고 있는 선수들을 블랙리스트에서 해제했다. 그러자 다른 모든 리그에서 이 선수들을 데려오려는 경쟁이 심화되었다. 위원회는 랭으로 하여금 지역 사회의 스포츠 관련 언론인에 대한 영향력을 이용하도록 하여 이러한 과정을 빠르게 진행했으며, 이러한 시도는 PCL이 캘리포니아주 새크라멘토에 있는 팀을 자신의 리그에 합류시키고 많은 선수들이 이러한 흐름에 동조하면서 성공을 거두었다.
존 맥그로 뉴욕 자이언츠 감독은 미개척 시장인 유럽에서 아직 발견되지 않은 재능 있는 선수들을 찾아 나서기 위해 랭을 유럽 수석 스카우트로 고용했다. 1919년, 반 존슨 아메리칸 리그 회장은 유럽 국가 중에서도 주로 잉글랜드, 프랑스, 벨기에, 이탈리아에서 야구팀을 조직하는 수석 책임자로 임명했다. 존슨 회장은 랭을 통해 야구에 대한 관심을 불러 일으킴으로서 야구 인재들을 발굴하고 아메리칸 리그 페넌트 우승팀과 경쟁할 수 있는 국제 야구 리그를 설립하려는 계획을 갖고 있었다. 랭은 YMCA 이사회의 구성원이 되어 유럽 여정과 관련해 금전적 지원을 받았다. 또한 클라크 그리피스 워싱턴 세너터스 구단주는 새로운 리그에 4만 달러의 장비 기부를 하기도 했다.
랭은 79세의 나이로 고향인 샌프란시스코에서 세상을 떠났으며, 시신은 캘리포니아주 콜마에 있는 홀리 크로스 묘지에 묻혔다. 조카였던 렌 켈리와 조지 켈리 또한 메이저 리그에서 선수로 뛰었다. 특히 조지 켈리는 1973년에 명예의 전당에 헌액되었다.